# Čeplje (gmina Kočevje)
Čeplje – wieś w Słowenii, w gminie Kočevje. W 2018 roku liczyła 26 mieszkańców.